# Gołuchów (gromada)
Gołuchów – dawna gromada, czyli najmniejsza jednostka podziału terytorialnego Polskiej Rzeczypospolitej Ludowej w latach 1954–1972.
Gromady, z gromadzkimi radami narodowymi (GRN) jako organami władzy najniższego stopnia na wsi, funkcjonowały od reformy reorganizującej administrację wiejską przeprowadzonej jesienią 1954 do momentu ich zniesienia z dniem 1 stycznia 1973, tym samym wypierając organizację gminną w latach 1954–1972.
Gromadę Gołuchów z siedzibą GRN w Gołuchowie utworzono – jako jedną z 8759 gromad na obszarze Polski – w powiecie jarocińskim w woj. poznańskim, na mocy uchwały nr 22/54 WRN w Poznaniu z dnia 5 października 1954. W skład jednostki weszły obszary dotychczasowych gromad Czerminek, Gołuchów, Jedlec, Kajew i Macew ze zniesionej gminy Gołuchów w tymże powiecie. Dla gromady ustalono 23 członków gromadzkiej rady narodowej.
1 stycznia 1956 gromada weszła w skład nowo utworzonego powiatu pleszewskiego w tymże województwie.
1 stycznia 1960 do gromady Gołuchów włączono obszar zniesionej gromady Tursko w tymże powiecie.
31 grudnia 1971 do gromady Gołuchów włączono obszar zniesionej gromady Kucharki w tymże powiecie.
Gromada przetrwała do końca 1972 roku, czyli do kolejnej reformy gminnej. 1 stycznia 1973 – tym razem w powiecie pleszewskim – reaktywowano gminę Gołuchów.